# Cerithiopsis io
Cerithiopsis io är en snäckart som beskrevs av Dall och Bartsch 1911. Cerithiopsis io ingår i släktet Cerithiopsis och familjen Cerithiopsidae. Inga underarter finns listade i Catalogue of Life.